# Norvège aux Jeux olympiques d'hiver de 1998
La Norvège participe aux Jeux olympiques d'hiver de 1998, organisés à Nagano au Japon. C'est sa dix-huitième participation aux Jeux olympiques d'hiver après sa présence à toutes les éditions précédentes. La délégation norvégienne, formée de 76 athlètes (49 hommes et 27 femmes), obtient vingt-cinq médailles (dix d'or, dix d'argent et cinq de bronze) et se classe au deuxième rang du tableau des médailles.

## Médaillés
| Médaille                            | Nom                                                                             | Discipline          | Épreuve                           |
| ----------------------------------- | ------------------------------------------------------------------------------- | ------------------- | --------------------------------- |
| Médaille d'or, Jeux olympiques      | Ole Einar Bjørndalen                                                            | Biathlon            | 10 kilomètres sprint (H)          |
| Médaille d'or, Jeux olympiques      | Halvard Hanevold                                                                | Biathlon            | 20 kilomètres (H)                 |
| Médaille d'or, Jeux olympiques      | Bjarte Engen Vik                                                                | Combiné nordique    | Compétition individuelle (H)      |
| Médaille d'or, Jeux olympiques      | Kenneth Braaten Fred Børre Lundberg Bjarte Engen Vik Halldor Skard              | Combiné nordique    | Compétition par équipe (H)        |
| Médaille d'or, Jeux olympiques      | Ådne Søndrål                                                                    | Patinage de vitesse | 1 500 mètres (H)                  |
| Médaille d'or, Jeux olympiques      | Hans Petter Buraas                                                              | Ski alpin           | Slalom (H)                        |
| Médaille d'or, Jeux olympiques      | Thomas Alsgaard                                                                 | Ski de fond         | 15 kilomètres poursuite libre (H) |
| Médaille d'or, Jeux olympiques      | Thomas Alsgaard Bjørn Dæhlie Erling Jevne Sture Sivertsen                       | Ski de fond         | Relais 4×10 kilomètres (H)        |
| Médaille d'or, Jeux olympiques      | Bjørn Dæhlie                                                                    | Ski de fond         | 10 kilomètres classique (H)       |
| Médaille d'or, Jeux olympiques      | Bjørn Dæhlie                                                                    | Ski de fond         | 50 kilomètres libre (H)           |
| Médaille d'argent, Jeux olympiques  | Ole Kristian Furuseth                                                           | Ski alpin           | Slalom (H)                        |
| Médaille d'argent, Jeux olympiques  | Lasse Kjus                                                                      | Ski alpin           | Descente (H)                      |
| Médaille d'argent, Jeux olympiques  | Lasse Kjus                                                                      | Ski alpin           | Combiné (H)                       |
| Médaille d'argent, Jeux olympiques  | Frode Andresen                                                                  | Biathlon            | 10 kilomètres sprint (H)          |
| Médaille d'argent, Jeux olympiques  | Dag Bjørndalen Ole Einar Bjørndalen Egil Gjelland Halvard Hanevold              | Biathlon            | Relais 4×7,5 kilomètres (H)       |
| Médaille d'argent, Jeux olympiques  | Daniel Franck                                                                   | Snowboard           | Halfpipe (H)                      |
| Médaille d'argent, Jeux olympiques  | Stine Brun Kjeldaas                                                             | Snowboard           | Halfpipe (F)                      |
| Médaille d'argent, Jeux olympiques  | Bjørn Dæhlie                                                                    | Ski de fond         | 15 kilomètres poursuite libre (H) |
| Médaille d'argent, Jeux olympiques  | Bente Martinsen Marit Mikkelsplass Anita Moen Elin Nilsen                       | Ski de fond         | Relais 4×5 kilomètres (F)         |
| Médaille d'argent, Jeux olympiques  | Erling Jevne                                                                    | Ski de fond         | 30 kilomètres classique (H)       |
| Médaille de bronze, Jeux olympiques | Gunn Margit Andreassen Liv Grete Poirée Annette Sikveland Ann Elen Skjelbreid   | Biathlon            | Relais 4×7,5 kilomètres (F)       |
| Médaille de bronze, Jeux olympiques | Anthon Grimsmo Stig-Arne Gunnestad Eigil Ramsfjell Jan Thoresen Tore Torvbråten | Curling             | Hommes                            |
| Médaille de bronze, Jeux olympiques | Bente Martinsen                                                                 | Ski de fond         | 5 kilomètres classique (F)        |
| Médaille de bronze, Jeux olympiques | Anita Moen                                                                      | Ski de fond         | 15 kilomètres classique (F)       |
| Médaille de bronze, Jeux olympiques | Kari Traa                                                                       | Ski acrobatique     | Bosses (F)                        |